# Ahn Seul-ki
Ahn Seul-ki (* 29. Mai 1992) ist eine südkoreanische Langstreckenläuferin.

## Sportliche Laufbahn
Erste internationale Erfolge feierte Ahn Seul-ki beim Incheon-Halbmarathon 2014, bei dem sie den zweiten Platz erreichte. Gut einen Monat später gewann sie den JoongAng Seoul Marathon. Im Jahr darauf siegte sie beim Incheon-Halbmarathon und 2016 beim Gyeonggi International Half Marathon. Sie qualifizierte sich im Marathonlauf für die Olympischen Spiele in Rio de Janeiro, bei denen sie nach 2:36:50 h auf Platz 42 einlief. 2017 siegte sie beim Marathonlauf des National Sports Festival in 2:36:26 h und 2018 beim Gyeongju Half Marathon. Im selben Jahr wurde sie beim Daegu-Marathon Zweite in 2:28:17 h. 2019 nahm sie im 10.000-Meter-Lauf an den Asienmeisterschaften in Doha teil und belegte in 33:13,17 min den fünften Platz. Einen Monat zuvor hatte sie beim Seoul International Marathon ihre Marathon-Bestzeit auf 2:27:28 h gesteigert. 2021 startete sie im Marathon bei den Olympischen Spielen und landete dort nach 2:41:11 h auf Rang 57.
2018 wurde Ahn südkoreanische Meisterin im 10.000-Meter-Lauf.

## Persönliche Bestzeiten
- 10.000 Meter: 32:33,61 min, 11. Juli 2018 in Fukagawa (Südkoreanischer Rekord)
- Halbmarathon: 1:12:01 h, 24. Februar 2019 in Gyeonggi-do
- Marathon: 2:27:28 h, 17. März 2019 in Seoul